# Царевна-лягушка (мультфильм, 1971)
«Царевна-лягушка» — советский кукольный мультфильм 1971 года. Фильм создан по спектаклю Ленинградского государственного кукольного театра Сказки по мотивам одноимённой пьесы Нины Гернет, в основе — сюжет известной волшебной русской народной сказки «Царевна-лягушка».
Второй из серии кукольных мультфильмов ТО «Экран» по русским сказкам.

## Сюжет
Жили-были царь и царица, и было у них три сына. Настало время сыновьям жён себе искать. Выпустили они по стреле в разные стороны — в чей двор стрела попала, там и невеста. Старшим братьям достались генеральская и купеческая дочери, а стрела Ивана-царевича упала в лесное болото прямо к лягушке. Делать было нечего царевичу — дал слово жениться. Пришли братья к батюшке со своими невестами, а царь приказывает невестам на завтра сшить по одной рубахе. Иван-царевич даже погрустнел — ведь не умеют лягушки шить рубахи. А как только он ночью заснул, обратилась лягушка Василисой Прекрасной и быстро взялась за дело. На следующий день царь признал работу лягушки самой лучшей. Остался царь очень доволен и во второй раз наказал испечь пшеничного хлеба. Как и в прошлый раз, лягушкин хлеб оказался самым лучшим.
Царь назначил вечером пир и пригласил сыновей с женами. Иван, ожидая на пиру лягушку, видит прекрасную девушку, которая и была его супругой Василисой Прекрасной. Во время пляски, пока Василиса танцевала, Иван находит её лягушачью кожу и полностью сжигает. Тут появляется Кощей Бессмертный и забирает её с собой. Иван-царевич решает найти жену. Тем временем, Кощей за категорический отказ Василисы выйти замуж за него готовит волшебное зелье для превращения её в крысу или гадюку. Нужное для зелья приносит Баба-Яга, но, на её предложение поменяться местами с Василисой, Кощей отвечает, что не желает иметь образину взамен тела царевны. За это Баба-Яга решает ему жестоко отомстить. Иван-царевич, ищущий свою жену по лесу, встречает её и, спрашивает где царевна и как победить Кощея, та даёт ему ответ. Но она сказала это преждевременно: Кощей изменил своё решение и просит её вернуться. Иван-царевич находит смерть Кощея и легко побеждает его. В конце, Иван-царевич и Василиса Прекрасная отмечают свою свадьбу.

## Создатели
| Автор сценария и режиссёр | Юрий Елисеев               |
| Оператор                  | Евгений Туревич            |
| Художник-постановщик      | Рашит Сафиуллин            |
| Композитор                | Борис Кравченко            |
| Звукооператор             | А. Куцый                   |
| Ассистенты                | Лидия Сурикова, Лев Ревтов |
| Монтажёр                  | Ольга Ульянова             |
| Редактор                  | Людмила Жукова             |
| Директор картины          | В. Родина                  |

- Создатели приведены по титрам мультфильма.

## Роли озвучивали
В титрах актёры озвучивания не указаны:
- Зинаида Нарышкина — Василиса Прекрасная / Баба-Яга
- Павел Павленко — царь

## Переиздания на DVD
Мультфильм неоднократно переиздавался на DVD в сборниках мультфильмов:
- «Мук-скороход», дистрибьютор: «Твик-Лирек», мультфильмы на диске:

«Мук-скороход» (1975), «Новоселье у Братца Кролика» (1986), «Раз ковбой, два ковбой» (1981), 

«Дом для леопарда» (1979), «Царевна-лягушка» (1971).
- «Зимняя сказка», дистрибьютор: «Мастер Тэйп», мультфильмы на диске:

«Зимняя сказка» (1981), «Клякса» (1980), «Кошкин дом» (1982), «Колобок, колобок!..» (1988), 

«В лесу родилась ёлочка» (1972), «Лапочка» (1986), «Царевна-лягушка» (1971).
- «Скоро сказка сказывается…», дистрибьютор: «МАГНАТ», мультфильмы на диске:

«А в этой сказке было так…» (1984), «Как тоску одолели» (1978), «Как Иван-молодец царску дочку спасал» (1989), «Как старик корову продавал» (1980), 
 «Сказка о старом эхо» (1989), «Царевна-лягушка» (1971), «Сказка о потерянном времени» (1978).
 (Источник — Аниматор.ру)